# Perlamantis
Genre
Perlamantis est un genre d'insectes de la famille des Amorphoscelidae (ordre des Mantodea). 

## Répartition
Les espèces de ce genre se rencontrent en zone paléarctique.

## Description

### Diagnose
Le Prothorax est court et à peine plus long que le mésothorax. La tête est transversale sans corne. Les antennes sont sétacées et longues d'à peine la moitié de la longueur du corps. Les élytres et les ailes sont semblables, allongées et transparentes, à nervures longitudinales et transverses. Les pattes antérieures ravisseuses ont des fémurs armés, en dedans et au milieu, de quatre fortes épines dont l'une est articulée. L'abdomen est terminé par deux filets ou appendices courts, qui ne dépassent pas les pièces de l'organe géniteur du mâle, aplatis et plus épais au bout. Les pattes sont grêles.

## Systématique
Le genre Perlamantis a été décrit par l'entomologiste français Félix Édouard Guérin-Méneville en 1843 avec pour espèce type Perlamantis allibertii.

### Publication originale
- Félix Édouard Guérin-Méneville, « Description d'un nouveau genre d'Orthoptères, de la famille des Mantides, découvert par M. Allibert dans le midi de la France », Revue zoologique, Paris, vol. 6,‎ 1843, p. 41-42 (lire en ligne, consulté le 4 janvier 2025).

### Liste des espèces et répartition
Ce genre contient deux espèces :
- Perlamantis algerica Giglio-Tos, 1914 - [Algérie[3]]
- Perlamantis allibertii Guerin-Meneville, 1843 - [France[3], Espagne[3], Portugal[4],[5], Maroc[3], Algérie[3], Tunisie[3], Lybie[3]]

#### Remarques
Ce genre pourrait être monotypique, certains considérant Perlamantis algerica comme synonyme de Perlamantis allibertii[citation nécessaire].
L'orthographe originale de l'espèce Perlamantis allibertii définie par Félix Édouard Guérin-Méneville présente une terminaison en -ii. Si cette orthographe est utilisée par certains auteurs,,, d'autres utilisent une terminaison en -i avec l'orthographe alliberti,,. L'article 33.4 du code international de nomenclature zoologique semble indiquer que l'orthographe correcte est celle donnée originellement par Guérin-Méneville.